# Blaesodiplosis venae
Blaesodiplosis venae är en tvåvingeart som först beskrevs av George Ledyard Stebbins 1910.  Blaesodiplosis venae ingår i släktet Blaesodiplosis och familjen gallmyggor. Inga underarter finns listade i Catalogue of Life.